# 코리나 에버슨
코리나 이버슨(Corinna Everson, 영어 발음: /i:vərsən/, 1958년 1월 4일 ~ )은 코리 이버슨(Cory Everson)으로 활동하는 미국의 배우, 보디빌더이다.
러신에서 태어났다.

## 출연 작품

### 영화
- 더블 반담 (1991)
- 올리버 스톤의 킬러 (1994)
- 블랙 써클 (1994, Felony)
- Ballistic (1995)
- 화성인 마틴 (1999)

### 텔레비전
- Tarzan: The Epic Adventures (1996)